# Tòa nhà Nhân Dân, Tripoli

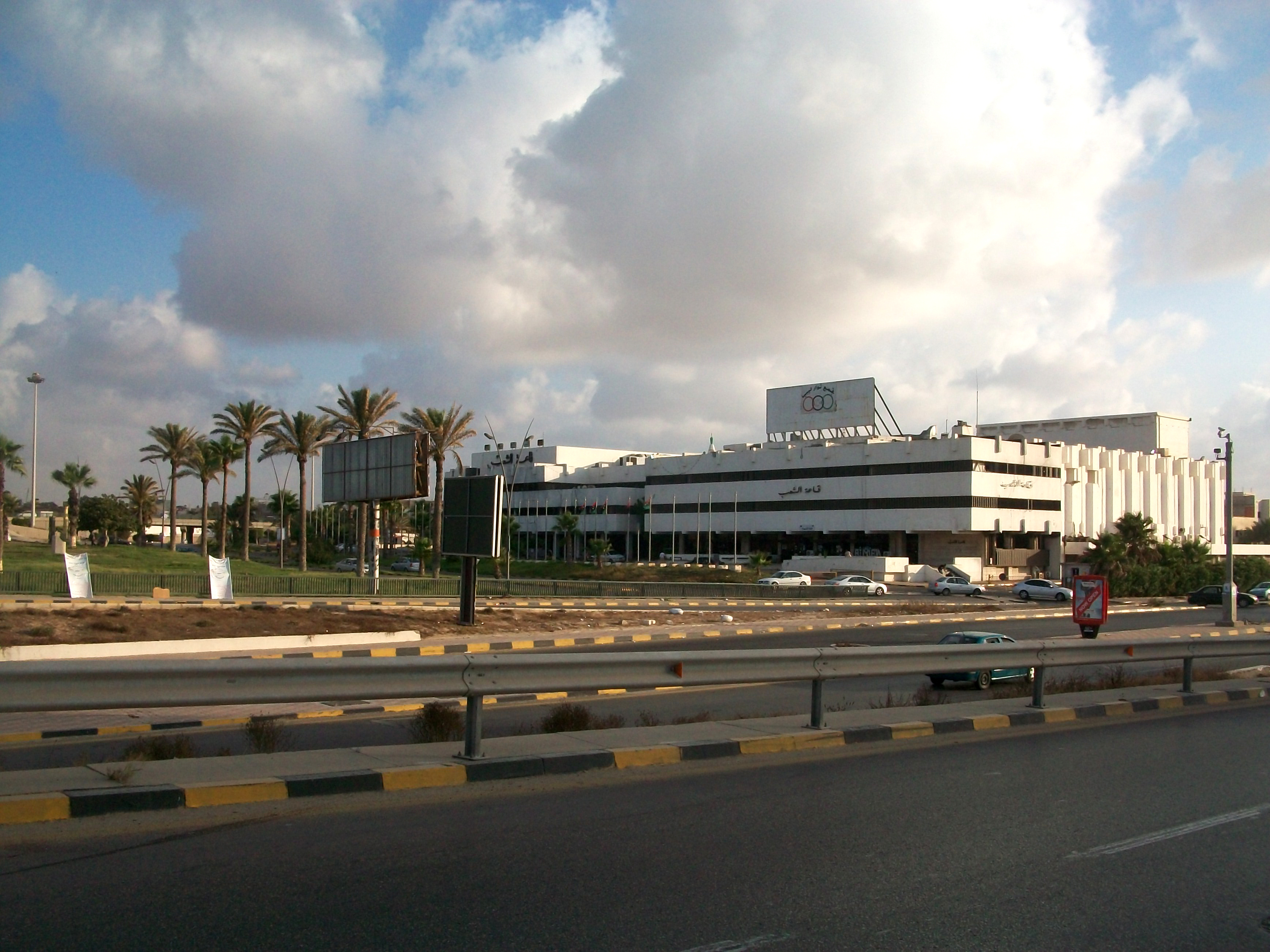
The former Peoples Hall in Tripoli Libya in the Suq al Thulath neighbourhood on Gergarish Road

Tòa nhà Nhân dân là một tòa nhà chính quyền lớn tại thủ đô Tripoli, Libya. Tòa nhà có kiến trúc hiện đại, được xây dựng trong thập niên 1970/80. Đây là địa điểm diễn ra các kỳ họp của Đại hội Toàn dân. Tòa nhà thường không mở cửa với công chúng.

### Hỏa hạn 2011
Tòa nhà Nhân dân đã bị những người biểu tình đốt cháy  trong các cuộc biểu tình vào ngày 21 tháng 2 năm 2011. Tòa nhà tiếp tục bị đốt cháy lần nữa cùng với các trụ sở chính quyền khác tại Tripoli như các đồn cảng sát, trụ sở Bộ Tư pháp tại quảng trường al-Shuhadaa và trụ sở Shaabia vào ngày 22 tháng 2 năm 2011.